# Nannobrachium crypticum
Nannobrachium crypticum és una espècie de peix de la família dels mictòfids i de l'ordre dels mictofiformes.

## Morfologia
- Els mascles poden assolir 9,8 cm de longitud total.
- Nombre de vèrtebres: 33-36.[4]

## Hàbitat
És un peix marí i d'aigües profundes.

## Distribució geogràfica
Es troba al Pacífic equatorial.